# Kavinia sajanensis
Kavinia sajanensis är en svampart som först beskrevs av Albert Pilát, och fick sitt nu gällande namn av Albert Pilát 1938. Kavinia sajanensis ingår i släktet Kavinia och familjen Lentariaceae.   Inga underarter finns listade i Catalogue of Life.